# 塞舌爾艷織雀
塞舌爾艷織雀（學名：Foudia sechellarum）是塞舌爾群島特有的一種鳥，原生於群島的庫金島、科西涅島及弗雷格特島，並被引進到阿里德島、達羅斯島及於2004年的到丹尼斯島。牠們原來的天然棲息地本為樹林，但現時已適應了椰樹種植園及花園等人工環境。

## 生態學
本物種主要以昆蟲及小量其他小型的節肢動物為食，亦有輔以水果、花蜜及種子等其他食物，有觀察發現本物種亦曾以海鳥的蛋為食。

## 外部連結
- Photo and habits of the Seychelles fody
- ARKive
- BirdLife Species Factsheet （页面存档备份，存于）
- Seychelles fody species page （页面存档备份，存于） on Weaver Watch